# Seconda fabbrica di orologi di Mosca
La Seconda fabbrica di orologi di Mosca (in russo Второй Московский часовой завод?, Vtoroj Moskovskij časovoj zavod), è stata fondata nel 1930 e inaugurata il 5 novembre 1930 insieme alla prima fabbrica di orologi di Mosca presso il teatro Kaljaeva, in occasione dell'anniversario della Rivoluzione di Ottobre.

## Storia

### Anni venti
Dalla fusione di impianti per la produzione di radiotelegrafi e di impianti dedicati al settore elettromeccanico, il 29 novembre 1924 nasce la fabbrica "Слава" (Slava – Gloria): МЭМЗА(Menza) - via Leningrado 16, Mosca. Un incendio a marzo del 1925 causa danni ingenti, ma viene scongiurato il pericolo di chiusura dello stabilimento. Vengono poi accorpati allo stabilimento, nel maggio del 1926, diversi piccoli laboratori per la produzione e riparazione di pellicole fotografiche.
AM Bodrov presenta, a marzo 1927 al Consiglio economico supremo della РСФСР, la necessità di organizzare nel paese l'industria orologiaia. Il 7 settembre in occasione della riunione per la gestione della produzione del Consiglio, fu deciso di incominciare a produrre orologi. Il 20 dicembre 1927 il consiglio del Lavoro e della Difesa approvò una risoluzione "Sulla Organizzazione dell'URSS” nel mezzo della notte. Fu deciso di progettare fabbriche per orologi con una capacità annua fino a 500.000 orologi da tasca e 500.000 orologi da parete e di organizzare un processo di “familiarizzazione” con le aziende di produzione di orologi in Svizzera e negli Stati Uniti. Nel gennaio del 1928 furono così acquistati presso la società tedesca "Yugans" accessori per orologi e componenti per 2000 sveglie e 400 orologi da parete. Poi, a marzo 1928, il Capo Ingegnere Mikhail Fedorovich Memè Izmalkov fu inviato in Germania sia per studiare la produzione di orologi da parete e sveglie, che per esplorare le fabbriche che producevano attrezzature per orologeria. Di ritorno dal viaggio Izmalkov nella sua relazione propose di accelerare l'organizzazione dell'industria orologiaia e creare un database iniziale per l'acquisto di tutte le attrezzature all'estero, incluso l'acquisto di un intero stabilimento di orologi con macchine, apparecchi e strumenti. Per la produzione di orologi da tasca, raccomandò inoltre di iniziare con un prodotto di basso costo per incontrare il consumatore. Nel mese di aprile 1928, il gestore AM Bodrov inviò un memorandum al Presidium del Consiglio Supremo Economico, descrivendo le possibili forme di organizzazione dell'industria orologiaia:
1. a totale capitale straniero;
2. attraverso la creazione di una società mista con capitale straniero;
3. organizzazione della produzione grazie a sussidi statali speciali o capitali provenienti dai profitti relativi all'importazione di prodotti finiti. Il 14 giugno 1928 il Consiglio prese una decisione:

- inviare all'estero una commissione speciale per stipulare contratti di orologeria;
- sondare le imprese estere sulla loro possibile partecipazione all'organizzazione dell'industria orologiaia sovietica

Nel mese di ottobre 1928, AM Bodrov, il direttore tecnico Sarkin, i professori presso l'Istituto di Meccanica Leningrado Arti e Ottica, NB Zawadzki e V.O.Pruss, si recarono in Germania, Austria, Cecoslovacchia, Francia e Svizzera per prendere contatti con le varie fabbriche orologiaie di quei paesi.
Nessuno dei marchi di orologi europei, riferì Bodrov, ha accettato di collaborare con l'URRS. Motivo principale del fallimento: La riluttanza a perdere tempo sul mercato dell'Unione Sovietica.
In particolare le autorità svizzere non solo non vollero negoziare, ma addirittura rifiutarono il permesso di entrare nel paese. La Svizzera non credeva nella possibilità di una seria organizzazione orologiaia in Unione Sovietica. Contestualmente una Commissione fu inviata negli USA. In due mesi furono visitati 21 stabilimenti di meccanica di precisione, 8 fabbriche di orologi.
Nei primi mesi del 1929, AM Bodrov riferì che la tecnologia dell'orologeria in America era ad un livello molto più alto di quello in Europa, perché in America il processo produttiv era quasi completamente automatizzato.
Una proposta di vendita venne dalla società americana "Ansonia" di Brooklyn, New York.
Interessante fu l'offerta di "Dyuber-Hampden" (Kenten, Ohio) per una fabbrica con una capacità produttiva annua di 200-250.000 orologi.
"Ansonia" oltre alle macchine (diverse centinaia di unità) offrì di trasferire anche i disegni. Disponibile per l'acquisto degli impianti negli Stati Uniti, AM Bodrov, sebbene esitò a lungo prima di prendere una decisione, alla fine dichiarò: "Abbiamo personale inesperto e lavorare su macchine potrebbe causare ingenti danni. Sarebbe meglio fare esperienza su macchine usate e sostituirle gradualmente con delle nuove». Nel mese di settembre 1929, il Commissariato del popolo doveva decidere la destinazione finale delle fabbriche USA. I Contendenti oltre Mosca erano Kiev e Sverdlovsk.
Sverdlovsk basava la sua istanza per la presenza di personale altamente qualificato.
Kiev per l'esistenza della fabbrica "chimica fisica" .
Il leader della commissione suggerì Mosca, per la presenza ben consolidata di piccole produzioni di orologi da parete, sveglie, oltre che di scuole per il montaggio di orologi, ed altre scuole professionali.

### Anni trenta
Nell'aprile del 1930, per sopperire all'endemica necessità Sovietica di orologi, tutte le risorse della fabbrica vengono dirottate su questo prodotto: nasce la seconda fabbrica di orologi di Mosca - 2-й Московский часовой завод 2Мчз o ч2з specializzata nella produzione di sveglie ed orologi elettrici da strada.
La produzione di radio, pompe e altri prodotti della gamma Memè (МЭМЗА Memza) fu trasferita ad altre imprese e nel vecchio opificio si incominciarono a realizzare sveglie "Браво"(Б-2) (75.000 pezzi/anno) ed orologi elettrici da strada (10.000 pezzi/anno). La fabbrica di orologi da tasca e da polso fu invece realizzata in un opificio di nuova costruzione con i macchinari provenienti dall'azienda USA: "Aviapribor" e fu ufficialmente inaugurata il 5 novembre 1930 presso il teatro Kalyaeva. Nel mese di agosto arrivarono i macchinari e le attrezzature della "Aviapribor" e nel 1931 nel nuovo opificio incominciò la produzione di orologi da tasca e da polso con un programma di produzione veramente ambizioso: 1 milione di pezzi/anno. Una sfida impressionante per l'allora direttore Nikolai Akimov.
C'era carenza di personale qualificato, di metalli idonei alla costruzione degli orologi, di attrezzatura sufficiente ed i fornitori non erano in grado di consegnare puntualmente. Nell'ottobre del 1930 furono organizzate 3 squadre i cui compiti erano: analizzare i problemi dell'azienda, migliorare l'organizzazione della produzione, definire il salario e pianificazione delle risorse umane. La disorganizzazione e l'impreparazione era tale che furono ordinate ben 175 fresatrici, per poi rendersi conto che ne erano sufficienti solo 5. Solo nel dicembre del 1930 si riesce a migliorare l'organizzazione logistico produttiva triplicando la produzione delle sveglie e raddoppiando quella degli orologi.
Il 1931 fu un anno di continui miglioramenti, mentre il 1932 fu designato l'anno del miglioramento della qualità (si scoprì che un trattamento di tempra dei metalli, sviluppato dagli esperti tedeschi, non forniva la durezza richiesta) per implementare le attrezzature di test e controllo, migliori tecniche di tempra e migliori prodotti per la lubrificazione. La crisi economica però non aiutò la fabbrica. Divenne proibitivo l'impiego di ottone e si dovettero realizzare i rotismi da lamine di alluminio.
Nel '32 furono prodotti solo 115.000 orologi e 300.000 sveglie. Nel '33 3.490.000 orologi da parete e 440.000 orologi vari (tasca, polso, sveglie, strada, ….)
Purtroppo i problemi erano sempre gli stessi: materiali non idonei e personale non qualificato nonostante che i lavoratori venissero formati presso la sezione orologeria della scuola di protezione sociale e giuridica dei minori (MOD MONO), nelle scuole di Ordynka e di Mandelstam e, naturalmente, direttamente in fabbrica.
Una formazione tecnica superiore veniva impartita presso il Collegio Leningrado di meccanica fine ed Ottica (LTTMO).
La formazione degli ingegneri orologiai veniva fatta presso la Scuola tecnica di Mosca “Bauman”, l'Istituto di Ingegneria Meccanica.
Nel 1938, l'orologio T-18 fu ridisegnato e sul mercato cominciò ad apparire con il nome di «Звезда» "Star", e l'orologio da tasca K-43 apparve marcato «ЗИМ» "ZIM". Cominciò anche la produzione del K-26, che a prima vista sembra il prototipo del famoso "Победа” (Vittoria).

### Anni quaranta
Nel 1940, la situazione internazionale si è deteriorata. L'impianto riduce la produzione di orologi domestici per aumentare la produzione di componenti militari.
Nel primo semestre furono prodotti solo 66.000 orologi, 163.000 sveglie, 76.000 orologi da polso. Nel 1941, l'azienda inizia la produzione di orologi da muro, tasca, auto, e un orologio per le partite di scacchi. Nell'ottobre del 1941, a causa dell'avanzata dell'esercito tedesco su Mosca, la produzione fu trasferita a Cistopol, fabbrica degli orologi "Восток" (Vostok - Oriente), famosa per i suoi orologi "Командирские" (Comandante).
Nel 1943 a seguito della ritirata tedesca, la produzione riprese a Mosca e la fabbrica di Cistopol continuò a dedicarsi alla produzione meccanica di articoli necessari a sostenere la guerra.
Terminata la seconda guerra mondiale, Stalin convocò al Cremlino il ministro responsabile dell'industria orologiaia e il direttore della seconda fabbrica di orologi di Mosca. C'erano anche Kaganovic e Beria. Stalin improvvisamente aprì un cassetto, tirò fuori il suo orologio e mostrandolo disse: "il Politburo ritiene che il popolo vittorioso abbia bisogno di un buon orologio. Suggerisco di imparare a produrre questo modello (era un modello della società francese Lip) e chiamarlo "Победа” (Vittoria), in onore della vittoria sulla Germania. Poco dopo incominciò la produzione degli orologi: da tasca "Salute", "Салют", da donna "Era", "Эра", e quindi il "vittoria", "Победa".

### 1950 - 2000
Nella seconda metà degli anni cinquanta inizia la produzione intensa di orologi da donna e nello stesso periodo, l'azienda sviluppa la produzione di piccole sveglie, cronometri, orologi elettromeccanici. Nel 1966 viene registrato il marchio Sekonda
Accumulata una ricca esperienza nella produzione di orologi e grazie ad una alta capacità tecnica consentirà la progettazione e la produzione di orologi da polso per uomo con calendario singolo e doppio, a carica automatica, e nei primi anni '70 la produzione del primo orologio al quarzo sovietico.
Grazie alla qualità dei propri prodotti, la fabbrica si aggiudicò molte onorificenze fra le quali le più prestigiose furono:
- "Golden Globe" (1955) - per il contributo eccezionale per la competitività e la qualità dei prodotti.
- la Bandiera Rossa del Lavoro (1966)
- la Rivoluzione d'Ottobre (1974)
- "Golden Mercury" (1980) - per la partecipazione nel commercio internazionale

### Anni duemila
Nel 2005 è stato creato ТЦ "Слава" una struttura per la commercializzazione dei prodotti Slava organizzata con un reparto all'ingrosso,sia il centro servizi specializzato nella riparazione orologi Slava che delle altre marche di orologi russi. Lo Store "Часы Славы" (orologi Slava) vicino alla metropolitana "Белорусская" (Bielorussa) è un progetto unico nel suo genere: un negozio museo, in cui i clienti possono fare acquisti e vedere una collezione di orologi che hanno fatto la storia della produzione orologiaia Russia dal 1924 ai giorni d'oggi. Tutti manufatti originali prodotti tutti questi anni. Sugli scaffali e le vetrine del museo si possono vedere premi, certificati, effigi e fotografie storiche. La seconda caratteristica esclusiva di questo negozio-museo, è la possibilità di acquistare orologi di quasi tutte le marche russe grazie ad un duro lavoro per gli accordi commerciali con tutti i produttori russi. Sono disponibili per la vendita tre “room”, mettendo a disposizione della clientela orologi di tutti i tipi dal più economico al più lussuoso. Questa mostra permanente ha fatto di questa struttura il negozio più visitato della capitale, la famosa compagnia di navi da crociera americana ha incluso nel suo elenco di tour, una visita a questo Negozio.

### Anni 2010
Il 17 ottobre 2011 è stata demolita la storica sede in piazza Leningrado.
L'azienda è attiva sotto la denominazione MOAO «Слава» "Slava Gloria" (seconda fabbrica di orologi - www.slava-moscow.ru/) ed appartiene al gruppo OOO «ВЭБ-Инвест» controllato dalla «Внешэкономбанк» (Vnesheconombank). "Banca di Stato per lo Sviluppo e il Commercio Estero”. La MOAO «Слава» produce vari modelli di orologi fra i quali il Победa (Pobeda - Vittoria) e gli Cлавa (Slava).

## Produzione e marchi
Simboli ч2з 2Мчз
Sul quadrante o su un ponte del meccanismo può essere inciso il seguente simbolo ч2з che deriva dal nome in sigla 2Мчз: 2 come seconda (Второго), mentre Мчз sono le iniziali di Московского (di Mosca) часового (di orologi) завода (fabbrica), ovvero "seconda fabbrica di orologi di Mosca".
Poiché lo stesso orologio: marca e modello, può essere stato prodotto in un'altra fabbrica sovietica (a causa della seconda guerra mondiale o di problemi organizzativi, logisti, produttivi è accaduto di frequente), questo simbolo può mancare o essere differente.
Un altro simbolo che si trova inciso o punzonato su un ponte del meccanismo degli orologi più antichi della seconda fabbrica di orologi di Mosca è ЧК-6 che vuol dire часы карманные-6 ovvero orologio da tasca-6.
È possibile trovare questa sigla anche sui meccanismi degli orologi da polso.
Infatti l'industria orologiaia sovietica era caratterizzata da un numero limitato di meccanismi molto affidabili che, specialmente nei primi (anni trenta-quaranta) venivano montati indifferentemente sia su orologi da polso che orologi da tasca.
Il meccanismo ЧК-6, probabilmente derivante dal Lip K-43, un movimento francese, fu ribattezzato calibro 4302.
In cui 43 è proprio il calibro o diametro del meccanismo, mentre le altre 2 cifre descrivono il tipo di meccanismo.
Nel caso specifico 02 vuol dire che il contatore dei secondi è decentrato sul quadrante e si trova di fronte al tige (albero del meccanismo che da un'estremità esce dall'orologio per agganciare la corona di regolazione e di carica, dall'altro appunto si "sincronizza" con le lancette per la regolazione dell'orario e con il barilotto della molla di carica, appunto per "caricare" la molla stessa e quindi fornire energia all'orologio stesso).
Un altro simbolo che è possibile trovare sul quadrante degli orologi sovietici, occorre però approfondire se alcuni orologi della Seconda fabbrica di orologi di Mosca lo riportino sul quadrante, è il Marchio di qualità statale dell'Unione Sovietica
Orologi prodotti presso lo stabilimento 2nd Moscow Watch Factory :
| Cornavin               | Sekonda      |
| Kama                   | Cлавa Slava  |
| Молния Molnia Fulmine  | Hачало Start |
| Победы Pobeda Vittoria | Vympel       |
| Салют Salyut           |              |